# Tesfa Robinson
Tesfa Robinson (Birmingham, 7 dicembre 1985) è un calciatore nevisiano, difensore dello Sporting Khalsa e della nazionale nevisiana.

## Carriera

### Club
Gioca dal 2007 al 2008 ai Lakin Rangers. Nel 2008, dopo una breve esperienza allo Shawbury United, passa all'Oldbury Athletic. Nel 2009 viene acquistato dal Rushall Olympic. Nel 2010 si trasferisce al Romulus. Nel 2011 passa al Redditch United. Nel 2012 si trasferisce all'Evesham United. Nel 2013 viene acquistato dal Chasetown. Nel 2014 passa allo Sporting Khalsa.

### Nazionale
Debutta in Nazionale il 10 ottobre 2012, in Saint Kitts e Nevis-Anguilla.